# Hassan Al-Amri
Hassan Al-Amri, né le 21 avril 1994 en Arabie saoudite, est un footballeur saoudien. Il évolue au poste d'ailier avec le club d'Al-Taawoun FC.

## Hassan hilal
1. ↑  « Fiche de Hassan Al-Amri », sur footballdatabase.eu

- Ressources relatives au sport :   - Soccerway
  - Transfermarkt